# Birkenes
Birkenes er en kommune i Agder fylke i Norge. Birkenes kommune har eksisteret siden 1967 da kommunerne Birkenes, Herefoss og Vegusdal blev slået sammen.
Kommunen grænser til Kristiansand og Vennesla i  det tidligere Vest-Agder og Iveland, Evje og Hornnes, Froland, Grimstad og Lillesand i  det tidligere Aust-Agder. Sørlandsbanen går gennem kommunen over en strækning på på 40 kilometer, blandt andet forbi Herefoss station.
Birkeland er kommunecenter og ca. halvdelen af kommunens indbyggere bor her. Birkeland ligger ved rigsvej 41, 30 km fra Kristiansand og 13 km fra Lillesand.
Jord- og skovbrug er vigtige næringsveje, men kommunen har også en del industri med omkring 400 arbejdspladser. Den største virksomhed er Owens Corning med cirka 180 ansatte. Andre større virksomheder er Uldal Vinduer og Dører, Foss Bad, Scanflex, KOAB Industrier, Birkeland Trykkeri, m.fl.

## Personer fra Birkenes
- Otto Furholt, folkemusiker[2] og violinbygger  († 2005 i Holsted, Danmark)
- Gunhild Tømmerås (1970-), folkemusiker, kveder,[3] hardangerfelespiller, vinner av kongepokal i folkemusikk[4]